# إيف (اسم)
إيف (بالإنجليزية: Eve) هو اسم علم شخصي مؤنث وهو النسخة الإنجليزية للإسم اللاتيني إيفا وألذي يشير إلى حواء ذي الأصل العبري، وألذي يعني النفس أو الحياة.

## الشخصيات
- إيف مغنية أمريكية
- إيف أردن ممثلة أمريكية
- إيف بلامب ممثلة ومغنية أمريكية
- إيف توريس ممثلة وراقصة أمريكية